# مارتين هيل
مارتين هيل (بالإنجليزية: Martyn Hill)‏ هو مغني أوبرا بريطاني، ولد في 13 سبتمبر 1944.

## وصلات خارجية
- مارتين هيل على موقع IMDb (الإنجليزية)
- مارتين هيل على موقع ميوزك برينز (الإنجليزية)
- مارتين هيل على موقع أول ميوزيك (الإنجليزية)
- مارتين هيل على موقع ديسكوغز (الإنجليزية)
- مارتين هيل على موقع قاعدة بيانات الفيلم (الإنجليزية)